# European Challenge Cup 2009-10
La European Challenge Cup 2009-2010 enfrenta a veinte equipos europeos (ingleses, españoles, franceses, irlandeses, italianos y rumanos) de rugby a XV. En esta temporada aparte de jugar los dos equipos franceses ascendidos de ProD2, observan la invitación del equipo Olympus Rugby XV Madrid español que es un equipo que va a intentar mezclar a jugadores del campeón español de División de Honor, el CRC Madrid, junto con jugadores internacionales españoles.
La competición está organizada en dos fases:
- una fase de grupos de donde se clasifican 8 equipos para la fase final o de eliminatorias
- una fase de eliminatorias directas donde el campeón se decide en una final a único partido

En esta temporada se implementan unas novedades en la clasificación a la fase final: se clasifican los 5 mejores equipos y los 3 mejores de los eliminados de la Heineken Cup.

## Sorteo de Grupos
Para el sorteo de grupos se dividen a los equipos en divisiones según el ranking de la European Rugby Cup (ERC), además, ningún equipo debe coincidir con otro de su país en el grupo salvo, este año al haber ocho equipos franceses, dos a lo sumo franceses. El siguiente cuadro muestra las cuatro divisiones en las que dividió la ERC a los 20 equipos:
| División 1 | London Wasps      | Saracens        | Bourgoin           | Worcester Warriors | Newcastle Falcons       |
| División 2 | Castres Olympique | Leeds Carnegie  | Rugby Calvisano    | Connacht           | Montauban               |
| División 3 | Montpellier       | Overmach Parma  | Aviron Bayonnais   | Petrarca Rugby     | RC Toulon               |
| División 4 | Rovigo            | Racing Métro 92 | Sporting Club Albi | Bucureşti Oaks     | Olympus Rugby XV Madrid |

Tras el sorteo, a finales de julio de 2008 el Rugby Calvisano, renuncia a la plaza de Challenge así como su participación en el Super 10 italiano, descendiendo de categoría por la futura inclusión de dos franquicias italianas en la Magners League. Su plaza fue ocupada por el club italiano del Rugby Roma Olimpic siendo incluido este equipo en el grupo al que fue asignado el Rugby Calvisano.

## Fase de grupos

### Grupo 1
| \| \| Equipo \| Ptos \| Jug \| V \| E \| D \| EF \| EC \| BO \| BD \| PF \| PC \| +/- \| \| - \| -------------- \| ---- \| --- \| - \| - \| - \| -- \| -- \| -- \| -- \| --- \| --- \| --- \| \| 1 \| CS Bourgoin \| 23 \| 6 \| 5 \| 0 \| 1 \| 16 \| 6 \| 2 \| 1 \| 141 \| 86 \| 55 \| \| 2 \| Leeds Carnegie \| 19 \| 6 \| 4 \| 0 \| 2 \| 19 \| 6 \| 3 \| 0 \| 160 \| 82 \| 78 \| \| 3 \| Rugby Parma FC \| 8 \| 6 \| 2 \| 0 \| 4 \| 4 \| 18 \| 0 \| 0 \| 80 \| 145 \| -65 \| \| 4 \| Bucureşti Oaks \| 7 \| 6 \| 1 \| 0 \| 5 \| 5 \| 16 \| 0 \| 3 \| 70 \| 136 \| -66 \| |                |      |     |   |   |   |    |    |    |    |     |     |     |
| | Equipo         | Ptos | Jug | V | E | D | EF | EC | BO | BD | PF  | PC  | +/- |
| 1 | CS Bourgoin    | 23   | 6   | 5 | 0 | 1 | 16 | 6  | 2  | 1  | 141 | 86  | 55  |
| 2 | Leeds Carnegie | 19   | 6   | 4 | 0 | 2 | 19 | 6  | 3  | 0  | 160 | 82  | 78  |
| 3 | Rugby Parma FC | 8    | 6   | 2 | 0 | 4 | 4  | 18 | 0  | 0  | 80  | 145 | -65 |
| 4 | Bucureşti Oaks | 7    | 6   | 1 | 0 | 5 | 5  | 16 | 0  | 3  | 70  | 136 | -66 |

| 9 de octubre  | Stade Pierre Rayon | CS Bourgoin    | 29 - 19 | Leeds Carnegie |
| 10 de octubre | Arcul de Triumf    | Bucureşti Oaks | 21 - 9  | Rugby Parma FC |

| 17 de octubre | Arcul de Triumf    | Bucureşti Oaks | 19 - 21 | CS Bourgoin    |
| 18 de octubre | Headingley Stadium | Leeds Carnegie | 32 - 13 | Rugby Parma FC |

| 12 de diciembre | Arcul de Triumf   | Bucureşti Oaks | 6 - 10 | Leeds Carnegie |
| 12 de diciembre | Stadio XXV Aprile | Rugby Parma FC | 14 - 9 | CS Bourgoin    |

| 17 de diciembre | Stade Pierre Rajon | CS Bourgoin    | 31 - 10 | Rugby Parma FC |
| 20 de diciembre | Headingley Stadium | Leeds Carnegie | 47 - 0  | Bucureşti Oaks |

| 14 de enero | Stade Pierre Rajon | CS Bourgoin    | 33 - 15 | Bucureşti Oaks |
| 16 de enero | Stadio XXV Aprile  | Rugby Parma FC | 16 - 38 | Leeds Carnegie |

| 23 de enero | Stadio XXV Aprile  | Rugby Parma FC | 16 - 9 | Bucureşti Oaks |
| 24 de enero | Headingley Stadium | Leeds Carnegie | 9 - 18 | CS Bourgoin    |

### Grupo 2
| \| \| Equipo \| Ptos \| Jug \| V \| E \| D \| EF \| EC \| BO \| BD \| PF \| PC \| +/- \| \| - \| ----------------------- \| ---- \| --- \| - \| - \| - \| -- \| -- \| -- \| -- \| --- \| --- \| ---- \| \| 1 \| Connacht \| 26 \| 6 \| 6 \| 0 \| 0 \| 28 \| 5 \| 2 \| 0 \| 199 \| 63 \| 136 \| \| 2 \| Montpellier \| 19 \| 6 \| 4 \| 0 \| 2 \| 18 \| 10 \| 2 \| 1 \| 158 \| 92 \| 66 \| \| 3 \| Worcester Warriors \| 13 \| 6 \| 2 \| 0 \| 4 \| 18 \| 8 \| 2 \| 3 \| 140 \| 83 \| 57 \| \| 4 \| Olympus Rugby XV Madrid \| 0 \| 6 \| 0 \| 0 \| 6 \| 4 \| 45 \| 0 \| 0 \| 44 \| 303 \| -259 \| |                         |      |     |   |   |   |    |    |    |    |     |     |      |
| | Equipo                  | Ptos | Jug | V | E | D | EF | EC | BO | BD | PF  | PC  | +/-  |
| 1 | Connacht                | 26   | 6   | 6 | 0 | 0 | 28 | 5  | 2  | 0  | 199 | 63  | 136  |
| 2 | Montpellier             | 19   | 6   | 4 | 0 | 2 | 18 | 10 | 2  | 1  | 158 | 92  | 66   |
| 3 | Worcester Warriors      | 13   | 6   | 2 | 0 | 4 | 18 | 8  | 2  | 3  | 140 | 83  | 57   |
| 4 | Olympus Rugby XV Madrid | 0    | 6   | 0 | 0 | 6 | 4  | 45 | 0  | 0  | 44  | 303 | -259 |

| 8 de octubre | Sixways Stadium   | Worcester Warriors | 17 - 22 | Montpellier             |
| 9 de octubre | The Sports Ground | Connacht           | 46 - 6  | Olympus Rugby XV Madrid |

| 16 de octubre | Stade Olympique Yves-du-Manoir | Montpellier             | 19 - 22 | Connacht           |
| 17 de octubre | Ciudad Universitaria           | Olympus Rugby XV Madrid | 5 - 38  | Worcester Warriors |

| 11 de diciembre | Stade Olympique Yves-du-Manoir | Montpellier        | 57 - 24 | Olympus Rugby XV Madrid |
| 12 de diciembre | Sixways Stadium                | Worcester Warriors | 21 - 26 | Connacht                |

| 18 de diciembre | The Sports Ground    | Connacht                | 19 - 7 | Worcester Warriors |
| 19 de diciembre | Ciudad Universitaria | Olympus Rugby XV Madrid | 6 - 42 | Montpellier        |

| 15 de enero | The Sports Ground | Connacht           | 20 - 10 | Montpellier             |
| 16 de enero | Sixways Stadium   | Worcester Warriors | 54 - 3  | Olympus Rugby XV Madrid |

| 22 de enero | Stade Olympique Yves-du-Manoir | Montpellier             | 8 - 3  | Worcester Warriors |
| 23 de enero | Ciudad Universitaria           | Olympus Rugby XV Madrid | 0 - 66 | Connacht           |

### Grupo 3
| \| \| Equipo \| Ptos \| Jug \| V \| E \| D \| EF \| EC \| BO \| BD \| PF \| PC \| +/- \| \| - \| ----------------- \| ---- \| --- \| - \| - \| - \| -- \| -- \| -- \| -- \| --- \| --- \| ---- \| \| 1 \| RC Toulon \| 23 \| 6 \| 5 \| 0 \| 1 \| 27 \| 7 \| 3 \| 0 \| 218 \| 88 \| 130 \| \| 2 \| Saracens \| 17 \| 6 \| 5 \| 0 \| 1 \| 17 \| 6 \| 2 \| 0 \| 184 \| 83 \| 101 \| \| 3 \| Castres Olympique \| 11 \| 6 \| 2 \| 0 \| 4 \| 24 \| 12 \| 2 \| 1 \| 173 \| 127 \| 46 \| \| 4 \| Rovigo \| 0 \| 6 \| 0 \| 0 \| 6 \| 3 \| 46 \| 0 \| 0 \| 41 \| 318 \| -277 \| |                   |      |     |   |   |   |    |    |    |    |     |     |      |
| | Equipo            | Ptos | Jug | V | E | D | EF | EC | BO | BD | PF  | PC  | +/-  |
| 1 | RC Toulon         | 23   | 6   | 5 | 0 | 1 | 27 | 7  | 3  | 0  | 218 | 88  | 130  |
| 2 | Saracens          | 17   | 6   | 5 | 0 | 1 | 17 | 6  | 2  | 0  | 184 | 83  | 101  |
| 3 | Castres Olympique | 11   | 6   | 2 | 0 | 4 | 24 | 12 | 2  | 1  | 173 | 127 | 46   |
| 4 | Rovigo            | 0    | 6   | 0 | 0 | 6 | 3  | 46 | 0  | 0  | 41  | 318 | -277 |

| 9 de octubre  | Stade Pierre-Antoine | Castres Olympique | 17 - 33 | RC Toulon    |
| 11 de octubre | Vicarage Road        | Saracens          | 36 - 12 | Rugby Rovigo |

| 15 de octubre | Stade Mayol             | RC Toulon    | 31 - 23 | Saracens          |
| 17 de octubre | Stadio Mario Battaglini | Rugby Rovigo | 11 - 76 | Castres Olympique |

| 11 de diciembre | Stade Pierre-Antoine | Castres Olympique | 9 - 23 | Saracens     |
| 11 de diciembre | Stade Mayol          | RC Toulon         | 73 - 3 | Rugby Rovigo |

| 19 de diciembre | Vicarage Road           | Saracens     | 18 - 14 | Castres Olympique |
| 20 de diciembre | Stadio Mario Battaglini | Rugby Rovigo | 7 - 30  | RC Toulon         |

| 14 de enero | Vicarage Road        | Saracens          | 28 - 9 | RC Toulon    |
| 15 de enero | Stade Pierre-Antoine | Castres Olympique | 47 - 0 | Rugby Rovigo |

| 23 de enero | Stadio Mario Battaglini | Rugby Rovigo | 8 - 56  | Saracens          |
| 23 de enero | Stade Mayol             | RC Toulon    | 42 - 10 | Castres Olympique |

### Grupo 4
| \| \| Equipo \| Ptos \| Jug \| V \| E \| D \| EF \| EC \| BO \| BD \| PF \| PC \| +/- \| \| - \| ---------------- \| ---- \| --- \| - \| - \| - \| -- \| -- \| -- \| -- \| --- \| --- \| ---- \| \| 1 \| London Wasps \| 23 \| 6 \| 5 \| 0 \| 1 \| 21 \| 3 \| 2 \| 1 \| 176 \| 69 \| 107 \| \| 2 \| Aviron Bayonnais \| 14 \| 6 \| 4 \| 0 \| 2 \| 23 \| 4 \| 2 \| 1 \| 184 \| 73 \| 111 \| \| 3 \| Racing Métro 92 \| 16 \| 6 \| 3 \| 0 \| 3 \| 22 \| 7 \| 2 \| 2 \| 177 \| 85 \| 92 \| \| 4 \| Futura Park Roma \| 0 \| 6 \| 0 \| 0 \| 6 \| 1 \| 53 \| 0 \| 0 \| 28 \| 338 \| -310 \| |                  |      |     |   |   |   |    |    |    |    |     |     |      |
| | Equipo           | Ptos | Jug | V | E | D | EF | EC | BO | BD | PF  | PC  | +/-  |
| 1 | London Wasps     | 23   | 6   | 5 | 0 | 1 | 21 | 3  | 2  | 1  | 176 | 69  | 107  |
| 2 | Aviron Bayonnais | 14   | 6   | 4 | 0 | 2 | 23 | 4  | 2  | 1  | 184 | 73  | 111  |
| 3 | Racing Métro 92  | 16   | 6   | 3 | 0 | 3 | 22 | 7  | 2  | 2  | 177 | 85  | 92   |
| 4 | Futura Park Roma | 0    | 6   | 0 | 0 | 6 | 1  | 53 | 0  | 0  | 28  | 338 | -310 |

| 9 de octubre  | Stade Jean-Dauger | Aviron Bayonnais | 61 - 3  | Futura Park Roma |
| 11 de octubre | Adams Park        | London Wasps     | 18 - 13 | Racing Métro 92  |

| 17 de octubre | Stadio delle Tre Fontane | Futura Park Roma | 0 - 57  | London Wasps     |
| 17 de octubre | Stade Yves-du-Manoir     | Racing Métro 92  | 16 - 20 | Aviron Bayonnais |

| 12 de diciembre | Adams Park           | London Wasps    | 22 - 18 | Aviron Bayonnais |
| 12 de diciembre | Stade Yves-du-Manoir | Racing Métro 92 | 62 - 0  | Futura Park Roma |

| 17 de diciembre | Stade Jean-Dauger        | Aviron Bayonnais | 3 - 12 | London Wasps    |
| 19 de diciembre | Stadio delle Tre Fontane | Futura Park Roma | 3 - 53 | Racing Métro 92 |

| 14 de enero | Adams Park        | London Wasps     | 50 - 16 | Futura Park Roma |
| 16 de enero | Stade Jean-Dauger | Aviron Bayonnais | 27 - 14 | Racing Métro 92  |

| 21 de enero | Stade Yves-du-Manoir     | Racing Métro 92  | 19 - 17 | London Wasps     |
| 23 de enero | Stadio delle Tre Fontane | Futura Park Roma | 6 - 55  | Aviron Bayonnais |

### Grupo 5
| \| \| Equipo \| Ptos \| Jug \| V \| E \| D \| EF \| EC \| BO \| BD \| PF \| PC \| +/- \| \| - \| ------------------ \| ---- \| --- \| - \| - \| - \| -- \| -- \| -- \| -- \| --- \| --- \| --- \| \| 1 \| Newcastle Falcons \| 23 \| 6 \| 5 \| 0 \| 1 \| 16 \| 6 \| 2 \| 1 \| 146 \| 77 \| 69 \| \| 2 \| Montauban \| 21 \| 6 \| 5 \| 0 \| 1 \| 19 \| 9 \| 1 \| 0 \| 132 \| 96 \| 36 \| \| 3 \| Sporting Club Albi \| 12 \| 6 \| 2 \| 0 \| 4 \| 13 \| 14 \| 2 \| 2 \| 117 \| 137 \| -20 \| \| 4 \| Petrarca Rugby \| 1 \| 6 \| 0 \| 0 \| 6 \| 9 \| 22 \| 0 \| 1 \| 95 \| 180 \| -85 \| |                    |      |     |   |   |   |    |    |    |    |     |     |     |
| | Equipo             | Ptos | Jug | V | E | D | EF | EC | BO | BD | PF  | PC  | +/- |
| 1 | Newcastle Falcons  | 23   | 6   | 5 | 0 | 1 | 16 | 6  | 2  | 1  | 146 | 77  | 69  |
| 2 | Montauban          | 21   | 6   | 5 | 0 | 1 | 19 | 9  | 1  | 0  | 132 | 96  | 36  |
| 3 | Sporting Club Albi | 12   | 6   | 2 | 0 | 4 | 13 | 14 | 2  | 2  | 117 | 137 | -20 |
| 4 | Petrarca Rugby     | 1    | 6   | 0 | 0 | 6 | 9  | 22 | 0  | 1  | 95  | 180 | -85 |

| 9 de octubre  | La Maison des Sports | Sporting Club Albi | 7 - 17  | Montauban         |
| 10 de octubre | Stadio Plebiscito    | Petrarca Rugby     | 27 - 29 | Newcastle Falcons |

| 16 de octubre | Stade Sapiac  | Montauban         | 27 - 10 | Petrarca Rugby     |
| 18 de octubre | Kingston Park | Newcastle Falcons | 45 - 3  | Sporting Club Albi |

| 10 de diciembre | Kingston Park     | Newcastle Falcons | 17 - 6  | Montauban          |
| 12 de diciembre | Stadio Plebiscito | Petrarca Rugby    | 16 - 35 | Sporting Club Albi |

| 18 de diciembre | Stade Sapiac         | Montauban          | 24 - 19 | Newcastle Falcons |
| 20 de diciembre | La Maison des Sports | Sporting Club Albi | 38 - 16 | Petrarca Rugby    |

| 15 de enero | La Maison des Sports | Sporting Club Albi | 14 - 16 | Newcastle Falcons |
| 16 de enero | Stadio Plebiscito    | Petrarca Rugby     | 23 - 31 | Montauban         |

| 22 de enero | Stade Sapiac  | Montauban         | 27 - 20 | Sporting Club Albi |
| 22 de enero | Kingston Park | Newcastle Falcons | 20 - 3  | Petrarca Rugby     |

### Leyenda
- Ptos = Puntos totales
- Jug = Partidos Jugados
- V = Victoria (se obtienen 4 puntos)
- E = Empate (se obtienen 2 puntos)
- D = Derrota (se obtienen 0 puntos)
- EF = Ensayos a Favor (Total de ensayos marcados)
- EC = Ensayos en Contra (Total de ensayos encajados)
- BO = Puntos Bonus Ofensivos (marcar cuatro o más ensayos)
- BD = Puntos Bonus Defensivos (perder por siete o menos puntos)
- PF = Puntos a Favor (Total de puntos conseguidos)
- PC = Puntos en Contra (Total de puntos encajados)
- +/- = Diferencia de Puntos (El total de puntos a favor menos puntos en contra)

## Fase final
Los 5 primeros de cada grupo, así como los 3 segundos de la Heineken Cup 2009-2010 se clasifican para los cuartos de final que tendrán lugar durante el mes de abril de 2010.
Les ocho equipos clasificados son:
| Rang | Clubs               | Pts | EM       |
| 1    | Connacht            | 26  | 28       |
| 2    | RC Toulon           | 23  | 27       |
| 3    | London Wasps        | 23  | 21       |
| 4    | Newcastle Falcons   | 23  | 16 (+69) |
| 5    | Cardiff Blues       | 18  | 14       |
| 6    | Gloucester Rugby    | 17  | 12 (-10) |
| 7    | Llanelli Scarlets   | 17  | 12 (-29) |
| 8    | CS Bourgoin-Jallieu | 23  | 16 (+55) |

|  | Cuartos de final    | Cuartos de final |               |              | Semifinales | Semifinales |  |           | Final | Final |  |
|  |                     |                  |               |              |             |             |  |           |       |       |  |
|  |                     |                  |               |              |             |             |  |           |       |       |  |
|  | Connacht            | 23               |               |              |             |             |  |           |       |       |  |
|  | Connacht            | 23               |               |              |             |             |  |           |       |       |  |
|  | CS Bourgoin-Jallieu | 22               |               |              |             |             |  |           |       |       |  |
|  | CS Bourgoin-Jallieu | 22               |               | Connacht     | 12          |             |  |           |       |       |  |
|  |                     |                  |               | Connacht     | 12          |             |  |           |       |       |  |
|  |                     |                  | RC Toulon     | 19           |             |             |  |           |       |       |  |
|  | RC Toulon           | 38               | RC Toulon     | 19           |             |             |  |           |       |       |  |
|  | RC Toulon           | 38               |               |              |             |             |  |           |       |       |  |
|  | Llanelli Scarlets   | 12               |               |              |             |             |  |           |       |       |  |
|  | Llanelli Scarlets   | 12               |               |              |             |             |  | RC Toulon | 21    |       |  |
|  |                     |                  |               |              |             |             |  | RC Toulon | 21    |       |  |
|  |                     |                  | Cardiff Blues | 28           |             |             |  |           |       |       |  |
|  | London Wasps        | 42               | Cardiff Blues | 28           |             |             |  |           |       |       |  |
|  | London Wasps        | 42               |               |              |             |             |  |           |       |       |  |
|  | Gloucester Rugby    | 26               |               |              |             |             |  |           |       |       |  |
|  | Gloucester Rugby    | 26               |               | London Wasps | 15          |             |  |           |       |       |  |
|  |                     |                  |               | London Wasps | 15          |             |  |           |       |       |  |
|  |                     |                  | Cardiff Blues | 18           |             |             |  |           |       |       |  |
|  | Newcastle Falcons   | 20               | Cardiff Blues | 18           |             |             |  |           |       |       |  |
|  | Newcastle Falcons   | 20               |               |              |             |             |  |           |       |       |  |
|  | Cardiff Blues       | 55               |               |              |             |             |  |           |       |       |  |
|  | Cardiff Blues       | 55               |               |              |             |             |  |           |       |       |  |
|  |                     |                  |               |              |             |             |  |           |       |       |  |

| Bandera de Gales      |
| Campeón Cardiff Blues |
| Primer título         |